# Microstation d'épuration
Une microstation d’épuration est une solution de traitement des eaux usées domestiques (douche, toilette, lavabo, etc.). Elle fonctionne selon le même principe qu'une station d’épuration urbaine, grâce à un procédé à culture libre, dit « à boue activée » ou à culture fixée.

## Contexte en France
Les particuliers non reliés au réseau de collecte de leur commune doivent disposer d’un système d’assainissement individuel conforme aux nouvelles normes épuratoires fixées par la LEMA (Loi sur l'eau et les milieux aquatiques) de 2006. « La responsabilité d’assainir les eaux sales domestiques et de les renvoyer au milieu naturel, après traitement adéquat, peut être publique (une collectivité locale) ou privée (le propriétaire de l’habitation) ».
L’assainissement non collectif ou ANC désigne « tout système d'assainissement effectuant la collecte, le pré-traitement, l'épuration, l'infiltration, ou le rejet des eaux usées domestiques des immeubles non raccordés au réseau public d'assainissement ».
Le contrôle du respect des normes et de la législation en vigueur sur l’ANC a, depuis la seconde loi sur l’eau de 1992, été transféré des services déconcentrés de l’État vers un service public distinct, le service public de l’assainissement non collectif (SPANC).
De compétence communale, le SPANC est chargé de rendre un service public industriel et commercial (SPIC) aux particuliers non raccordés aux réseaux publics d’assainissement dans l’objectif de permettre la préservation de l’environnement ainsi que celle de la santé publique ».

## Principe du traitement biologique
Le traitement biologique dit « à boues activées » utilise les micro-organismes ou bactéries naturellement présents dans l’eau pour transformer et dégrader les matières organiques. Moins dangereux pour l’homme et la nature que les procédés nécessitant l’adjonction de produits chimiques, il permet de rejeter les eaux traitées directement dans le milieu naturel ou de réutiliser l’eau en irrigation souterraine pour le jardin.
« Différents types d'effluents sont rejetés par une habitation : on appelle "eaux grises" les eaux provenant des lavabos, lave-linge, douche, etc. et "eaux vannes" les eaux rejetées par les toilettes. Ces dernières sont responsables à elles seules de 60 % de la pollution à traiter. Ces eaux usées contiennent des matières organiques, azotées et phosphorées, des micro-organismes pathogènes et des matières en suspension pouvant provoquer maladies, pollution organique et eutrophisation. Leur traitement permet donc d'éliminer ces risques et de sauvegarder les milieux naturels ». Il est très important de ne pas utiliser de produits toxiques dans la micro station comme l'eau de Javel, du déboucheur de canalisation ou autres produits chimiques de ce type. Ces produits pourraient entraîner la mort des micro-organismes nécessaires au bon fonctionnement de la micro station.

### Phases de traitement

Traitement par boues activées
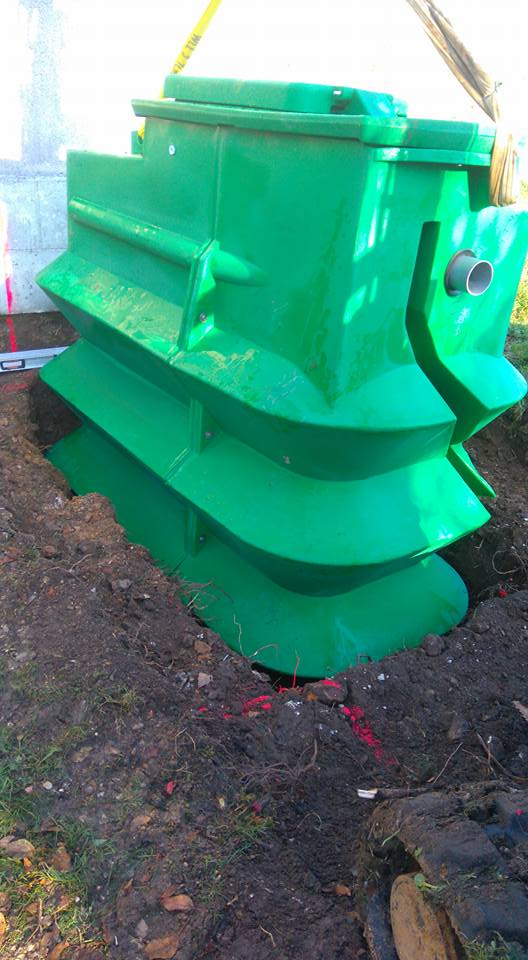
Traitement.
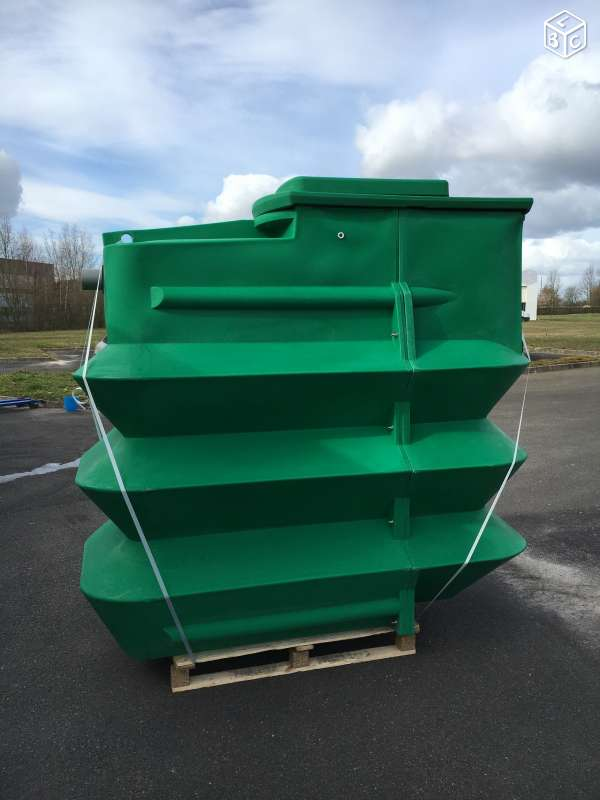
Développement du traitement.

1. La décantation: séparation des matières en suspension, permettant de piéger au fond de la cuve les matières les plus lourdes, et de faire remonter en surface les plus légères. L’eau décantée est ensuite redirigée vers le bassin de réaction.
2. Le bassin de réaction ou réacteur : dans ce bassin, les boues activées en suspension vont effectuer un premier traitement d’épuration. En créant de manière séquentielle des périodes aérobie – où l’on apporte de l’oxygène – et des périodes d’anoxie – où l’on prive les bactéries d’oxygène ; elles vont successivement digérer les matières organiques puis réduire les nitrates et les nitrites.
3. La pré-clarification : dans un clarificateur intermédiaire, les boues restantes sont séparées et décantées au fond de la cuve pour être renvoyées dans le bassin de réactions. L’eau épurée est, elle, envoyée dans la dernière cuve de clarification.
4. La clarification : cette dernière phase permet de séparer les éventuelles boues légères persistantes de l’eau épurée. Les boues sont renvoyées dans le premier bassin de décantation et l’eau épurée est dispersée dans le sol, à l’extérieur de la station, par un système d’irrigation souterraine ou rejetée en milieu naturel superficiel.

À contrario, le principe de fonctionnement d’une fosse septique repose principalement sur la décantation, permettant uniquement de séparer les matières en suspension des liquides. Préalablement, l’utilisation d’un bac à graisse est souvent nécessaire pour retenir les diverses graisses de la maison. En sortie de fosse, un système d’épandage dans le sol joue ensuite le rôle de filtration/épuration. C’est le sol qui se charge donc de l’épuration des eaux usées.

## Avantages des microstations

Schéma d'une micro station d'épuration DTE Assainissement.

Ces procédés de traitement à boues activées sont écologiques dans la mesure où ils n’utilisent aucun produit chimique pour traiter les eaux usées. Les microstations sont également sans odeur car il n'y a pas de fermentation prolongée.
La surface au sol d’une microstation est d’environ 5 m2 (contre minimum environ 25 m2 pour une solution avec filtre à sable), et nécessite en France un épandage souterrain sauf conditions particulières (sols qui n'acceptent pas l'infiltration de l'eau, nappe phréatique pas assez profonde). Cette faible surface au sol engendre une certaine facilité d'installation ainsi que peu de travaux de terrassement.
Il est également envisageable d'installer une microstation hors sol car elle est assez compacte pour se glisser dans une cave ou un garage. Cependant, une telle installation ne peut être possible qu'après l'accord impératif de la commune ou de l'agglomération car il faut des études de contrainte sur les parois normalement prévues pour être enterrées. Dans ce cas, la loi oblige à entourer la microstation d'un mur de rétention et une couche de sable et de graviers pour assurer sa stabilité et minimiser les risques en cas de fuite. Une microstation hors sol coûte le même prix qu'une microstation enterrée auquel il faut ajouter le prix de la pose d'une pompe portative (entre 70 et 1 000 € en fonction de la puissance) et le prix de la construction du mur de soutènement.

## Inconvénients des microstations
Ce traitement faisant appel à un processus naturel d’épuration des eaux, grâce aux bactéries existantes dans l’eau, a besoin d’un apport régulier de « nourriture » pour permettre aux bactéries de continuer leur développement et donc le traitement des eaux. Ainsi après une absence prolongée de plus d’un mois, il faudra potentiellement réactiver les bactéries de la station, afin qu’elles puissent reprendre leur processus de digestion et donc de traitement.
Contrairement à un épandage ou à une filière compacte, les microstations ont besoin d'électricité pour fonctionner, entraînant une consommation électrique.
Comme pour une fosse toutes eaux, les microstations ne peuvent pas recevoir d'eaux pluviales, car celles-ci perturberaient leur fonctionnement.
Comme toute solution en ANC, l'entretien des microstations génère des coûts à prendre en considération. Une vérification régulière faite par le propriétaire permet de s'assurer du bon fonctionnement de la microstation. Un entretien annuel fait par un spécialiste de l'assainissement permet également de vérifier le fonctionnement de l'ensemble du système. Une vidange est également nécessaire lorsque le volume des boues atteint 30 % de celui du bassin de décantation primaire.
Les microstations nécessitent un raccordement électrique pour leur fonctionnement.

## Les différents types de microstations

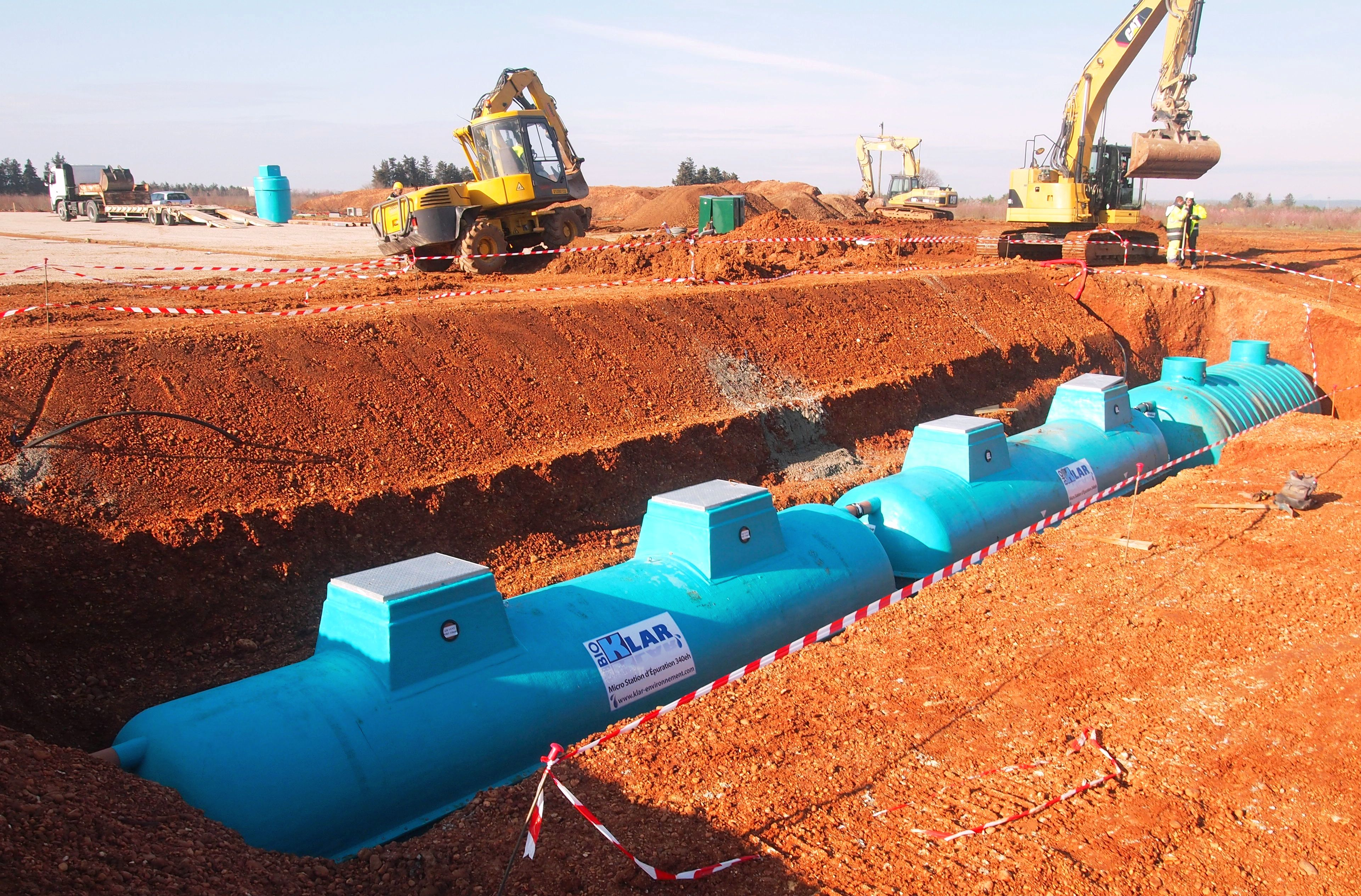
Microstation d’épuration Assainissement semi-collectif

Il existe 3 types de fonctionnements des microstations :
1. épuration par boues activées : les boues sont en suspension libre dans l'eau à traiter et le réacteur créé successivement des périodes aérobie et anoxie, grâce à des injections d'air à intervalle régulier ;
2. SBR (de l'anglais Sequencing Batch Reactor signifiant réacteur biologique séquentiel) à culture fixée : les microorganismes chargés du traitement se fixent sur un support en fond de cuve ;
3. SBR à lit fluidisé : les supports de fixation des bactéries (billes en plastique) sont libres dans le bioréacteur ce qui permet une plus grande surface de fixation des bactéries et une absence de zones inertes.

Les stations d'épuration modernes fonctionnent suivant une combinaison perfectionnée des procédés à lit fluidisé et à boues activées et donc avec trois étapes :
1. décantation primaire : les eaux usées arrivent dans le bassin de décantation primaire, dans lequel tous les résidus sédimentables ou en suspension sédimentent. Dans les installations plus importantes, on utilise aussi plusieurs bassins de décantation primaire. Les eaux usées ainsi pré-décantées s'écoulent ensuite à travers des tuyaux immergés pour atteindre un bassin de régulation qui est commandé par un commutateur à flotteur.
2. bioréacteur : l'eau pré-nettoyée est alimentée de façon dosée dans le bioréacteur. Les ventilateurs installés dans les bioréacteurs produisent un courant qui garantit le mélange nécessaire des organismes de biofilm et des boues activées lors de l'alimentation en oxygène. L‘activation des boues fonctionne de préférence suivant un procédé de biofilm et est étendue suivant le procédé biologique à deux boues. On combine ainsi les avantages du biofilm (taux élevé de nitrification) à ceux de l‘épuration par boues activées (plus grande élimination de carbone).
3. décantation finale ou clarification: après le nettoyage biologique, l'eau s'écoule dans le bassin de décantation finale. Là, l'excédent de biomasse est séparé des eaux usées nettoyées et tombe dans le fond de l‘entonnoir depuis lequel il est de nouveau soumis partiellement au processus de nettoyage biologique. Avec un réglage approprié, il est maintenu un volume de boues activées à peu près constant. L‘eau nettoyée reprend ensuite le cycle naturel.

## Les agréments spécifiques en France
À la suite des nombreuses problématiques de qualité des eaux épurées dues bien souvent à une mauvaise installation ou conception, le ministère de l'environnement Français a mis en place une mesure de qualification sur les différents types de microstation d'épuration, élaborée sur la base des normes européennes FR EN 12566 - 3 - qui sont divisées en 3 catégories selon leurs dimensionnements.
1. Les microstations conçues pour traiter les installations individuelles doivent répondre aux critères environnementaux définis dans l'Arrêté du 7 septembre 2009 (Prescriptions techniques applicables aux installations d’assainissement non collectif recevant une charge brute de pollution organique inférieure ou égale à 1,2 kg/j de DBO5 - ou jusqu'à 21eh) et sont agréées individuellement aux dimensions spécifiques. (lien externe en bas de la page à la liste officielle)[11] ;
2. Les microstations recevant une charge organique de plus de 1,2 kg/j de DBO5 entrent dans le cas de l'Assainissement Semi Collectif - Il n y a pas d’Agrément spécifique dans ce dimensionnement en France. Néanmoins, les stations conçues pour moins de 3 kg/j de DBO5 - ou jusqu'à 50eh - seront désormais certifiées à la norme NF EN 12566 - 3[12] et doivent porter le marquage CE ;
3. Les microstations recevant une charge organique de plus de 1,2 kg/j de DBO5 entrent dans le cas de l'« Assainissement Semi Collectif » - Il n y a pas d’Agrément spécifique dans ce dimensionnement en France. Ces stations doivent répondre aux exigences de l'Arrêté du 22 juin 2007 relatif à la collecte, au transport et au traitement des eaux usées des agglomérations d'assainissement ainsi qu'à la surveillance de leur fonctionnement et de leur efficacité, et aux dispositifs d'assainissement non collectif recevant une charge brute de pollution organique supérieure à 1,2 kg/j de DBO5. NOR: DEVO0754085A [13].

## Les marquages qualité en France
En « Assainissement Non Collectif », il existe différentes démarches volontaires par les fabricants pour apporter des éléments de preuve ou d’appréciation de performance vis-à-vis d'exigences d'ouvrage. Dans ces démarches, on retrouve l'Avis Technique qui est une procédure décrite et encadrée par l'arrêté du 2 décembre 1969, pilotée par le CSTB et impliquant l'expertise de groupes spécialisés. Cet « avis technique » est "une procédure qui s’appuie sur une analyse exhaustive des capacités du produit/procédé, en particulier sur des justifications accumulées dans les premières années d'existence et sur des résultats d'essais." Délivré de manière collégiale, il permet habituellement d'atteindre un niveau de sécurisation et de qualité comparable à celui de produits et procédés traditionnels. Pour l’emploi d’un produit ou composant relevant du marquage CE, l'avis est formulé dans un Document Technique d’Application (DTA). L'avis technique est généralement pris en compte dans les contrats d'assurance sans formalité particulière.
Sur base de cet avis technique, un « marquage QB » est délivré donnant ainsi une marque de certification garantissant la qualité et l’impartialité du processus de certification ainsi que son niveau d’exigence.
On peut retrouver sur le site du CSTB les produits qui possèdent le marquage QB et l'avis technique.
Les produits possédant un marquage QB apparaissent dans la Liste Verte de la Commission Prévention Produits (C2P) qui est la liste des produits et/ou procédés bénéficiant d'un avis technique (ATec) en cours de validité et sont considérés comme technique courante par les assureurs. Les produits qui sont dans cette liste se voient couverts sans déclaration complémentaire par la garantie décennale de l'ouvrage principal assurant l'utilisateur final d'une garantie sur son produit.
En 2018, deux microstations possèdent ce marquage QB en France

## En Belgique, entretien obligatoire
Depuis le premier janvier 2018, les propriétaires d'un « Système d’épuration individuelle » (SEI) doivent être légalement couverts par un contrat d’entretien conclu avec un prestataire de services enregistré auprès de la SPGE (Société publique de Gestion de l’Eau),quelle que soit la taille du SEI. La fréquence minimale des entretiens dépend de la taille du système d’épuration : (< ou = 20 EH: 18 mois, entre 20 et 100 EH : 9 mois, > ou = 100 EH :4 mois).